# Tetraponera schulthessi
Tetraponera schulthessi är en myrart som först beskrevs av Santschi 1915.  Tetraponera schulthessi ingår i släktet Tetraponera och familjen myror. Inga underarter finns listade i Catalogue of Life.